# Sydfinska kustångfartygsbolaget
Sydfinska kustångfartygsbolaget var ett finländskt rederi.
Rederiet grundades 1865 i Åbo med Frithiof Hultman som initiativtagare och flyttade omkring 1868 sitt kontor till Ekenäs. Rederiet började sin verksamhet med att i Sverige inköpa hjulångaren Amiral von Platen. Fartyget trafikerade rutten Stockholm–Åbo–Helsingfors med flera mellanliggande bryggor vid den finländska sydkusten. År 1863 ersattes Amiral von Platen med likaså i Sverige inköpta ångaren Telegraf, som var drygt 41 meter lång men på bara 61 bruttoregisterton. Fartyget var byggt 1863 i Norrköping och propellerdrivet. Under det nya namnet Hangö sattes hon i juni 1872 in mellan Helsingfors–Stockholm via Ekenäs/Skuru, Hangö, Dalsbruk, Åbo och Mariehamn, en rutt hon trafikerade i 20 år, tidvis förlängd till Sankt Petersburg. Passagerarutrymmena indelades i första och andra klass samt akter- respektive fördäck. I juni 1886 hyrdes hon av Sällskapet Muntra Musikanter för en resa till Stockholm. När Hultman avled 1890 försvann den drivande kraften bakom rederiet. Problem med vintertrafiken, hård konkurrens från andra rederier samt järnvägen till Hangö tvingade följande år rederiet att upphöra. Hangö såldes till Göteborg och sjönk med förlust av fyra liv i en kollision 1913.